# 约瑟夫·罗特布拉特
约瑟夫·罗特布拉特 KCMG CBE FRS（1908年11月4日—2005年8月31日），波兰裔英国物理学家、社会活动家。1955年与一众科学家共同签署了罗素-爱因斯坦宣言，1957年成立帕格沃什科学和世界事务会议组织。1995年，因致力于消除核武器威胁而获得诺贝尔和平奖。

## 生平
1938年获华沙大学博士学位。第二次世界大战爆发后移居英国，1939年在利物浦大学发现了核裂变的潜力。随后前往美国参与曼哈顿计划，1944年退出并返回英国。之后他转而研究医学物理学，1946年获英国国籍。1955年与一众科学家共同签署了罗素-爱因斯坦宣言，1957年成立帕格沃什科学和世界事务会议组织。1995年，因致力于消除核武器威胁而获得诺贝尔和平奖。